# Euonymus pittosporoides
Euonymus pittosporoides är en benvedsväxtart som beskrevs av Ching Yung Cheng och J.S. Ma. Euonymus pittosporoides ingår i släktet Euonymus och familjen Celastraceae. Inga underarter finns listade.